# Café Landtmann
Le café Landtmann est un café de Vienne en Autriche, l'un des plus célèbres de la ville. Il se situe le long du Ring, côté ouest. Il fête en 2023 ses 150 ans.

## Histoire
Le café Landtmann est créé le 1er octobre 1873 par Franz Landtmann. Il est possédé par la famille Querfeld depuis 1976.
De nombreuses célébrités y sont passées, telles que Sigmund Freud, Romy Schneider, Oskar Kokoschka, Gustav Mahler ou Marlene Dietrich.